# Eumorphus austerus
Eumorphus austerus es una especie de coleóptero de la familia Endomychidae.

## Distribución geográfica
Habita en Laos, China, Vietnam y Birmania.